# Worfs Brüder
Worfs Brüder (Originaltitel: Heart of Glory) ist die 20. Episode der ersten Staffel der US-amerikanischen Science-Fiction-Fernsehserie Raumschiff Enterprise – Das nächste Jahrhundert. Sie wurde in den Vereinigten Staaten über Syndication vermarktet und erstmals am 21. März 1988 auf verschiedenen Fernsehsendern ausgestrahlt. In Deutschland war sie zum ersten Mal am 9. März 1991 in einer synchronisierten Fassung im ZDF zu sehen.

## Handlung
Im Jahr 2364 bei Sternzeit 41503.7 soll die Enterprise einen Zwischenfall in der Neutralen Zone untersuchen. Sie finden dort das talarianische Frachtschiff Batris vor, das von einem noch nicht identifizierten Gegner angegriffen wurde. Ein Außenteam bestehend aus dem ersten Offizier Riker, dem zweiten Offizier Data und dem Steuermann La Forge beamt an Bord, um nach Überlebenden zu suchen. Dabei wird La Forges Sehhilfe, der VISOR, genutzt, um Bilder vom Inneren des Schiffs auf die Enterprise zu übertragen. La Forge entdeckt eine Beschädigung in der Schiffshülle, die schon bald zur Zerstörung der Batris führen wird. Als einzige Überlebende werden drei Klingonen gefunden und in letzter Sekunde werden alle auf die Enterprise gebeamt, bevor die Batris explodiert.
Die Klingonen werden auf die Krankenstation gebracht, denn einer von ihnen ist schwer verletzt. Captain Picard und Lieutenant Worf, der einzige Klingone in der Sternenflotte, statten ihnen einen Besuch ab. Der Anführer der Klingonen stellt sich als Korris vor. Er behauptet, er und seine Begleiter seien Passagiere gewesen und die Batris sei von Ferengi angegriffen worden. Der Captain habe sie dann gebeten, die Verteidigung zu übernehmen, da er selbst über keine Kampferfahrung verfügte. Worf erklärt, dass die Waffen der Angreifer als klingonisch identifiziert wurden. Korris bestätigt das, behauptet aber weiter, die Angreifer seien Ferengi gewesen.
Korris und seinem Begleiter Konmel wird ein Quartier zugewiesen. Worf führt sie dorthin und die beiden testen, ob in ihm immer noch ein kriegerischer Klingone steckt oder ob der Dienst bei der Sternenflotte ihn verweichlicht habe. Ihr Gespräch wird unterbrochen, als Schiffsärztin Crusher sie auf die Krankenstation ruft. Der Verletzte liegt im Sterben und als er sein Leben aushaucht, stoßen seine Gefährten einen lauten Schrei aus, in den Worf mit einstimmt. Seinen toten Körper betrachten sie nun als leere Hülle und bitten Dr. Crusher, ihn entsprechend zu behandeln.
Zurück im Quartier offenbart Worf Korris und Konmel seine Vergangenheit. Seine Eltern wurden bei einem Überfall durch die Romulaner getötet. Ein Sternenflottenoffizier nahm sich seiner an und zog ihn auf. Dennoch fühlt er sich als wahrer Klingone und muss seine natürlichen Instinkte kontrollieren. Korris und Konmel fassen nun Vertrauen zu ihm und gestehen, dass sie nicht von Ferengi angegriffen wurden. Tatsächlich hatten sie die Batris entführt, um mit ihr einen Ort zu finden, an dem sie wie wahre klingonische Krieger leben können, denn ihre Heimatwelt sei durch die Idee von Frieden korrumpiert worden. Das Schiff, das sie angegriffen hat, war ein klingonischer Kreuzer mit dem Auftrag, sie in Gewahrsam zu nehmen.
Währenddessen nähert sich ein weiterer klingonischer Kreuzer der Enterprise. Der Kommandant K'Nera informiert Picard, dass er gesuchte Verbrecher beherbergt. Worf bittet darum, mit K'Nera sprechen zu dürfen. Er bittet ihn darum, die Todesstrafe in ein Exil umzuwandeln, damit die beiden dort ihren Vorstellungen entsprechend leben können. K'Nera lehnt dies jedoch ab. Picard schickt Sicherheitschefin Yar mit einem Team los, um Korris und Konmel zu verhaften. Sie treffen die beiden zusammen mit Worf in einem Gang an. Es kommt zu einem kurzen Moment, in dem sich Worf unsicher ist, wem seine Loyalität gilt. Als eine Frau mit ihrer Tochter ihren Weg kreuzt, hebt Korris das Kind hoch. Es scheint eine Geiselnahme zu drohen, doch Korris gibt das Kind zurück und lässt sich festnehmen. Worf erklärt, eine Geiselnahme wäre für einen Klingonen ein Akt der Feigheit.
Als der klingonische Kreuzer schließlich mit der Enterprise zusammentrifft, bauen Korris und Konmel aus Einzelteilen, die sie in ihrer Kleidung versteckt haben, heimlich eine Waffe zusammen. Sie brechen aus ihrer Zelle aus und es kommt zu einer Schießerei, bei der zwei Sicherheitsleute und Konmel getötet werden. Korris flieht in den Maschinenraum. Er richtet seine Waffe auf den Warpantrieb und droht, das Schiff zu zerstören. Verhandeln will er nur mit Worf. Der begibt sich zusammen mit Picard in den Maschinenraum. Korris fordert, dass das Schiff geteilt wird. Er verlangt die Kontrolle über die Antriebssektion und bietet Worf an, ihn zu begleiten. Worf macht deutlich, dass diese Forderung niemals erfüllt wird, und versucht Korris zur Aufgabe zu bewegen. Das erzürnt diesen und es kommt zum Kampf, bei dem Korris schließlich in die Tiefe stürzt und stirbt. Picard informiert K'Nera, dass nun alle Gesuchten tot sind, und Worf ergänzt, dass sie ehrenvoll gestorben sind.

## Verbindungen zu anderen Star-Trek-Produktionen
Während der Produktion der ersten Staffel von Raumschiff Enterprise – Das nächste Jahrhundert war noch nicht klar, in welchem Verhältnis die Föderation und das Klingonische Reich Mitte des 24. Jahrhunderts zueinander stehen sollten. In den Vorgängerserien Raumschiff Enterprise und Die Enterprise, die Mitte des 23. Jahrhunderts spielen, gehörten die Klingonen zu den wichtigsten Gegenspielern der Föderation. In Folge 1.10 (Rikers Versuchung) von Raumschiff Enterprise – Das nächste Jahrhundert wurde angedeutet, die Klingonen seien in der Zwischenzeit von der Föderation besiegt worden. In Worfs Brüder wird erstmals gezeigt, dass es nun ein Bündnis gibt, wobei noch offen gelassen wird, ob es sich um eine gleichberechtigte Allianz handelt oder ob die Klingonen der Föderation als Mitglied beigetreten sind. Erst in weiteren Folgen der Serie sowie im Spielfilm Star Trek VI: Das unentdeckte Land von 1991 wurde nach und nach herausgearbeitet, dass es ab Ende des 23. Jahrhunderts zu einem Friedensprozess und zu einer Annäherung der beiden Mächte kam, die schließlich zu einer Allianz führte.
Der Heimatplanet der Klingonen hatte zum Produktionszeitpunkt dieser Folge noch keinen Namen. Korris verwendet hier einmal die Bezeichnung „Kling“, doch das Produktionsteam fand, dass dieser Name nicht gut klingt. In späteren Folgen wurde der Planet zunächst nur „Heimatwelt“ („Homeworld“) genannt. Erst im Spielfilm Star Trek VI: Das unentdeckte Land wurde der Name „Qo’noS“ (gesprochen: „Kronos“) etabliert.
Zahlreiche Elemente aus dieser Folge wurden in späteren Star-Trek-Produktionen wieder aufgegriffen:
- Worfs Kindheit wird hier erstmals thematisiert. Er gehörte zu den wenigen Überlebenden eines Massakers, das die Romulaner auf der klingonischen Kolonie Khitomer verübten. Das Massaker wurde in zahlreichen weiteren Folgen der Serie erwähnt. Eine zentrale Rolle nahm es in den Folgen 3.17 (Die Sünden des Vaters) und 6.16–17 (Der Moment der Erkenntnis) ein. Ebenfalls erstmals erwähnt werden hier Worfs menschliche Adoptiveltern und sein Ziehbruder, die hier aber noch namenlos bleiben. In Folge 4.02 (Familienbegegnung) hatten Worfs Adoptiveltern Sergey und Helena Rozhenko ihren ersten Auftritt und in Folge 7.13 (Die oberste Direktive) war schließlich auch sein Bruder Nikolai zu sehen.
- Die Batris ist ein Schiff der Talarianer. Dieses Volk hatte in Folge 4.04 (Endars Sohn) von Raumschiff Enterprise – Das nächste Jahrhundert aus dem Jahr 1990 seinen ersten und einzigen größeren Auftritt. Weitere Talarianer waren zudem als Statisten in mehreren Folgen von Star Trek: Deep Space Nine zu sehen.
- In Folge 4.24 (Verräterische Signale) von Raumschiff Enterprise – Das nächste Jahrhundert aus dem Jahr 1991 und im Spielfilm Star Trek: Treffen der Generationen von 1994 werden ebenfalls Aufnahmen aus La Forges Perspektive durch seinen VISOR gezeigt. Die optischen Effekte unterscheiden sich jedoch sowohl untereinander als auch zu Worfs Brüder sehr stark.
- Eine Szene aus Worfs Brüder wurde in der als Clipshow konzipierten Folge 2.22 (Kraft der Träume) von Raumschiff Enterprise – Das nächste Jahrhundert aus dem Jahr 1989 wiederverwendet.

## Produktion

### Drehbuch
Die Folge basiert zum Teil auf einem von D. C. Fontana und Herbert Wright geschriebenen Drehbuch für eine bereits früher geplante, aber nicht produzierte Folge mit dem Titel Once a Klingon.
Worfs Brüder war die letzte Folge der Serie Raumschiff Enterprise – Das nächste Jahrhundert und die vorletzte im Star-Trek-Franchise, bei der D. C. Fontana am Drehbuch beteiligt war.

### Darsteller
Die Hauptfiguren Deanna Troi (Marina Sirtis) und Wesley Crusher (Wil Wheaton) haben in dieser Folge keinen Auftritt.
Vaughn Armstrong hat hier als Korris seinen ersten Auftritt im Star-Trek-Franchise. Er spielte noch zahlreiche weitere Gastrollen in den Serien Star Trek: Deep Space Nine, Star Trek: Raumschiff Voyager und Star Trek: Enterprise. In Star Trek: Enterprise spielte er zudem die mehrfach auftretende Nebenfigur des Admirals Maxwell Forrest.
Dennis Madalone, Darsteller von Crewman Ramos, ist hauptberuflich Stuntman. Er arbeitete als Stuntdouble, Statist und Gastdarsteller in zahlreichen Folgen von Raumschiff Enterprise – Das nächste Jahrhundert, Star Trek: Deep Space Nine und Star Trek: Raumschiff Voyager sowie im Spielfilm Star Trek VI: Das unentdeckte Land. Er war außerdem Stuntkoordinator bei Raumschiff Enterprise – Das nächste Jahrhundert (ab Staffel 3), Star Trek: Deep Space Nine und Star Trek: Raumschiff Voyager.
Die Szene, die Riker und Data aus der Sicht von La Forges VISOR zeigt, wurde nicht mit den beiden Schauspielern Jonathan Frakes und Brent Spiner gedreht, sondern mit ihren Lichtdoubles Richard Sarstedt und Ken Gildin.

### Modelle
Für die Darstellung des klingonischen Schlachtkreuzers wurde eine Sequenz aus Star Trek: Der Film wiederverwendet.
Das Modell des Raumschiffs Batris wurde ursprünglich von Greg Jein für die Serie V – Die außerirdischen Besucher kommen entworfen. Es wurde später in modifizierter Form in mehreren Folgen von Raumschiff Enterprise – Das nächste Jahrhundert, Star Trek: Deep Space Nine, Star Trek: Raumschiff Voyager und Star Trek: Enterprise für Raumschiffe verschiedener Völker wiederverwendet. Animierte Versionen dieses Modells waren zudem in Star Trek: Lower Decks und Star Trek: Prodigy zu sehen.

### Fehler
Picard behauptet hier, die Föderation habe von den Romulanern schon eine ganze Weile nichts mehr gehört. Zwar dauerte es noch bis Folge 1.26 (Die neutrale Zone), bis sich die Romulaner wieder offen zu erkennen geben sollten, jedoch war es bereits in Folge 1.14 (Planet Angel One) zu einem Vorfall gekommen, bei dem die Romulaner mehrere Kriegsschiffe in der Neutralen Zone zusammengezogen hatten, was die Präsenz der Enterprise erforderte.
In einer Fehlaufnahme (Blooper) fielen beim klingonischen Schrei Michael Dorn die klingonischen Zähne aus dem Mund.

## Rezeption
Keith DeCandido bewertete Worfs Brüder 2011 auf tor.com als eine recht mittelmäßige Folge. Er kritisierte unter anderem, dass die Geschichte sich zu langsam entwickelt. Die ausgedehnte Untersuchung der Batrix mit La Forges VISOR trägt für DeCandido nichts zur Gesamthandlung bei. Problematisch ist zudem Worfs innere Zerrissenheit dargestellt. Diese zeigt sich ausschließlich in privaten Gesprächen zwischen ihm, Korris und Konmel. Die Zweifel seiner Kollegen an Worfs Loyalität könnten somit nur dadurch begründet sein, dass Worf und die Flüchtigen derselben Spezies angehören.

## Parodien und Anspielungen
Im Film Tank Girl von 1995 gibt es eine Totenklage, die dem klingonischen Totenritual aus Worfs Brüder nachempfunden ist.